# Mayo Poutchou (Banyo)
Pour les articles homonymes, voir Mayo Poutchou.
Mayo Poutchou (ou Mayo-Poutchi) est un village du Cameroun situé dans la région de l'Adamaoua, le département du Mayo-Banyo et la commune de Banyo.

## Population
En 1967, Mayo-Poutchou comptait 78 habitants, principalement des Mambila.
Lors du recensement de 2005, 1 331 personnes y ont été dénombrées.